# Década de 280 a.C.
Séculos: (Século IV a.C. - Século III a.C. - Século II a.C.)
Décadas: 330 a.C. 320 a.C. 310 a.C. 300 a.C. 290 a.C. - 280 a.C. - 270 a.C. 260 a.C. 250 a.C. 240 a.C. 230 a.C.
Anos:
```
289 a.C.
 - 
288 a.C.
 - 
287 a.C.
 - 
286 a.C.
 - 
285 a.C.
 - 
284 a.C.
 - 
283 a.C.
 - 
282 a.C.
 - 
281 a.C.
 - 
280 a.C.
```